# Archidiecezja Jaro
Archidiecezja Jaro – diecezja rzymskokatolicka na Filipinach. Powstała w 1865 jako diecezja. Promowana do rangi archidiecezji i siedziby metropolii w 1962.

## Lista biskupów
Mariano Cuartero y Medina, O.P. † (1867 -  1884)
- Leandro Arrúe Agudo, O.A.R. † (1885-  1897)
- Andrés Ferrero Malo, O.A.R. † (1898 -  1903)
- Frederick Zadok Rooker † (1903  -  1907)
- Dennis Joseph Dougherty † (1908  - 1915)
- Maurice Patrick Foley † (1916 -  1919)
- James Paul McCloskey † (1920 -  1945)
- José Maria Cuenco † (1945  - 1972)
- Jaime Sin † (1972 -  1974)
- Artemio G. Casas † (1974 -  1985)
- Alberto Piamonte † (1986 -  1998)
- Angel Lagdameo (2000  - 2018)
- Jose Romeo Lazo (2018 - 2025))
- Midyphil Billones (od 2025)